# ستيف كراب (سياسي)
ستيف كراب هو سياسي بريطاني وأسترالي، ولد في 15 يناير 1943 في Arbroath ‏ في المملكة المتحدة. نشط حزبياً في حزب العمل الأسترالي (فرع فكتوريا) ‏ وحزب العمال. وقد انتخب عضو الجمعية التشريعية  في فيكتوريا ‏ عن دائرة Electoral district of Knox ‏ وقد انضم خلال فترته النيابية (20 مارس 1976 – 14 أغسطس 1992) للكتلة البرلمانية حزب العمل الأسترالي (فرع فكتوريا) ‏.